# 山口県立奈古高等学校
山口県立奈古高等学校（やまぐちけんりつ なごこうとうがっこう）は、山口県阿武郡阿武町奈古柳橋にあった公立高等学校。

## 学科
- 全日制
  - 生物資源科学科
    - 生産コース
    - 食品コース

  - 普通科
    - 普通コース
    - 生活総合コース

## 沿革
- 1948年7月20日 - 定時制高等学校（農業科･家庭科）として発足、同時に須佐分校（農業科・家庭科）設置
- 1962年4月1日 - 全日制課程設置（農業科･家庭科･被服科）
- 1971年4月1日 - 須佐分校の農業科・家政科募集停止、須佐分校全日制普通科新設
- 2002年4月1日 - 生物資源科学科・生活総合科学科（2008年募集停止）新設
- 2008年4月1日 - 普通科設置
- 2010年3月31日 - 須佐分校を廃校
- 2016年4月1日 - 敷地内に山口県立萩高等学校奈古分校を設置、奈古高等学校は新規生徒募集を停止。普通科と生物資源科学科の募集を停止して、総合学科を新設。
- 2018年3月31日 - 廃校[1]